# René du Coudray de La Blanchère
René Marie du Coudray de La Blanchère (Tours, 17 février 1853 - Paris, 1er juin 1896) est un archéologue français.

## Biographie
Il fait des études secondaires au lycée Louis-le-Grand puis rejoint l'École normale supérieure en 1874. Avec René Cagnat, il est élève de Léon Renier au Collège de France. Agrégé d'histoire (1878), il fait partie de l'École française de Rome de 1878 à 1881.
Dans les marais pontins où il séjourne, il analyse les méthodes de drainage, d'assainissement et de canalisation des Romains et, en 1881, après avoir refusé un poste à la Faculté de Poitiers, il entre à l’École supérieure des lettres d'Alger.
Fondateur avec Émile Masqueray du Bulletin de correspondance africaine, il explore l'Algérie et tirera de ses observations son Voyage d'étude dans la Maurétanie césarienne. En 1885, il est nommé, grâce à Xavier Charmes, directeur du Service des antiquités et des arts de la régence de Tunis. Il fait alors en 1886 adopter une loi pour la conservation des monuments antiques et arabes, et pour la réglementation des fouilles. Il établit aussi un projet de musée à Tunis, qui deviendra en 1888 le musée du Bardo.
Chef de la Mission de l'Afrique du Nord (1890) puis inspecteur général des Archives, bibliothèques et musées d'Algérie (1892), il réorganise les musées archéologiques du pays et fait nommer les conservateurs. Il fait aussi rédiger les catalogues de la série des Musées et collections de l'Algérie et de la Tunisie. De même qu'en Tunisie, il conçoit l'organisation du Musée d'Alger mais meurt de maladie peu de temps avant l'inauguration du musée.

## Travaux
- Le port de Terracine, in Mélanges d'archéologie et d'histoire de l’École française de Rome, 1881
- Le drainage profond des campagnes latines, in Mélanges d'archéologie et d'histoire de l’École française de Rome, 1882
- Terracine. Essai d'histoire locale, 1883
- Voyage d'étude dans une partie de la Maurétanie césarienne, in Archives des missions scientifiques et littéraires, X, 1883
- Histoire de l'épigraphie romaine, 1887
- L'Aménagement de l'eau et l'installation rurale dans l'Afrique ancienne, 1895
- Catalogue du musée Alaoui, 1897